# Правда (фильм, 2003)
«Правда» (телугу నిజం, Nijam) — индийский фильм режиссёра Теджи на языке телугу, вышедший в прокат 23 мая 2003 года. Сюжет рассказывает о молодом человеке, который после смерти отца берётся отомстить коррумпированным чиновникам и полицейским, замешанным в этом. Главную роль исполнил Махеш Бабу.
Картина принесла исполнителям две Nandi Awards. В 2005 году фильм был переснят на языке ория под названием Arjuna.

## Сюжет
Ситарам — простой и скромный парень, живущий с отцом и матерью. Соседская девчонка Джанки в него влюблена и всеми силами пытается привлечь к себе внимание и вызвать ответные чувства. С их семьи регулярно собирает дань Девуду, правая рука бандита Читу Редди. Однако, когда Читу Редди отбирает у Девуду его возлюбленную Малли, тот решает избавиться от босса и занять его место.
Отец Ситарама, Венкатешвар, вмешивается в план Девуду по утверждению его авторитета. Девуду посылает Бадду, брата Малли, убить его, но в итоге гибнет сам Бадду. Полиция арестовывает Венкатешвара по обвинению в убийстве. Девуду подкупает полицейских и забивает Венкатешвара до смерти, тогда как в полиции записывают, что тот был убит при попытке к бегству.
Ситарам, узнав о том, что случилось с его отцом, в ярости убивает продажных полицейских. После смерти мужа, мать Ситарама начинает готовить сына к тому, чтобы отомстить всем, кто был к этому причастен. Вместе они начинают планомерно избавляться от продажных чиновников, которые помешали Венкатешвару выйти под залог. За расследование этих убийств берётся помощник комиссара Раджа Нарендра. Тем временем очередь доходит до Девуду.

## В ролях
- Махеш Бабу — Ситарам
- Ракшита[англ.] — Джанки
- Гопичанд[англ.] — Девуду
- Рааси[англ.] — Малли
- Пракаш Радж — помощник комиссара Раджа Нарендра
- Таллури Рамешвари[англ.] — Шанти, мать Ситарама
- Ранганатх[англ.] — Венкатешвар Рао, отец Ситарама
- Суман Шетти[англ.] — Бадду, брат Малли
- Канта Рао[англ.] — Нараян Рао, соц. работник
- Джая Пракаш Редди — Читу Редди, босс Девуду
- Раллапалли — мясник
- Дхармаварапу Субраманьям — патрульный на дороге

## Саундтрек
| №                   | Название            | Исполнители                | Длительность |
| ------------------- | ------------------- | -------------------------- | ------------ |
| 1.                  | «Chandamama Raave»  | Р. П. Патнаик, Уша         | 3:39         |
| 2.                  | «Rathalu Rathalu»   | Р. П. Патнаик, Уша         | 4:15         |
| 3.                  | «Neelo Unnadi»      | Р. П. Патнаик, Уша         | 4:01         |
| 4.                  | «Chi Chi Ante»      | Р. П. Патнаик, Уша         | 4:13         |
| 5.                  | «Dhandakam»         | Гопичанд, Гангадхар Шастри | 1:53         |
| 6.                  | «Ilage Ilage»       | Р. П. Патнаик, Уша         | 3:54         |
| 7.                  | «Kakulu Durani»     | Р. П. Патнаик, Рави Варма  | 1:48         |
| 8.                  | «Abhimanyudu»       | хор                        | 1:52         |
| 9.                  | «Chara Chara»       | Уша, Мурти                 | 4:04         |
| 10.                 | «Rangu Rangula»     | Р. П. Патнаик              | 4:08         |
| Общая длительность: | Общая длительность: | Общая длительность:        | 33:54        |

Музыкальный номер на песню «Rathalu», первоначально удалённый, чтобы сократить длительность, был добавлен в фильм на следующий день после его выхода на экраны. При этом, чтобы не изменять длительность фильма из него был убран эпизод с песней «Ilage Ilage». Режиссёр Теджа объяснил изменения возмущением некоторых киноманов, которые были расстроены отсутствием, ставшей популярной, песни в фильме.

## Критика
Виджаялакшми из Rediff.com в своей рецензии написала: «в фильме нет ничего, что можно назвать уникальным. На этот раз, Теджа — который доказал свою храбрость с такими любовными историями, как Nuvvu Nenu и Jayam — выбрал очень тонкий сюжет, который не сработал из-за слабого сценария. Его герои — лишь карикатуры, а Гопичанд, в частности, ведёт себя, как маньяк».
В отзыве на Idlebrain.com было сказано, что «Первая половина фильма приемлема, но вторая — порою вялая и слабая по сравнению с первой… В целом, фильм — средний».
Митхун Верма с сайта fullhyd.com оценил фильм на 3 из 10, добавив, что сюжет уже знаком зрителю по фильму Bharatheeyudu с Камалом Хасаном, а с точки зрения игры актёров интерес представляет только персонаж матери.

## Награды и номинации
| Награды и номинации | Награды и номинации   | Награды и номинации                  | Награды и номинации | Награды и номинации | Награды и номинации |
| Дата                | Награда               | Категория                            | Номинант            | Результат           | Ссылка              |
| ------------------- | --------------------- | ------------------------------------ | ------------------- | ------------------- | ------------------- |
| 2004                | Filmfare Awards South | Лучшая мужская роль                  | Махеш Бабу          | Номинация           |                     |
| 2004                | Filmfare Awards South | Лучшая женская роль второго плана    | Рамешвари           | Номинация           |                     |
| 29 сентября 2004    | Nandi Awards          | Лучшая мужская роль                  | Махеш Бабу          | Победа              | [ 5 ]               |
| 29 сентября 2004    | Nandi Awards          | Лучшая женская роль второго плана    | Рамешвари           | Победа              | [ 5 ]               |
| 5 ноября 2004       | CineMAA Awards        | Лучшее исполнение отрицательной роли | Гопичанд            | Победа              | [ 6 ]               |